# Дуби черешчаті (Полтава, Грицаєнка)
Дуби черешчаті — ботанічна пам'ятка природи місцевого значення в Україні. Розташована в місті Полтава, за адресою проспект Віталія Грицаєнка, 10.

## Опис
Площа — 0,02 га. Статус присвоєно згідно з рішенням облвиконкому  від 13.12.1975 року № 531. Перебуває у віданні Коледжу управління, економіки і права Полтавської державної аграрної академії.
Статус присвоєно для збереження двох вікових екземплярів дуба звичайного (Quercus robur) віком понад 200 років. Обхват першого дуба на висоті 1,3 м у 1965 році становив 268 см; у 2021 році — 370 см.; другого: у 1965 році - 231 см; у 2021 році — 390 см.
Описані у «Інвентаризаційному описі дубів» 1965—1968 років члена міського товариства охорони природи Степана Пащенка.

## Галерея

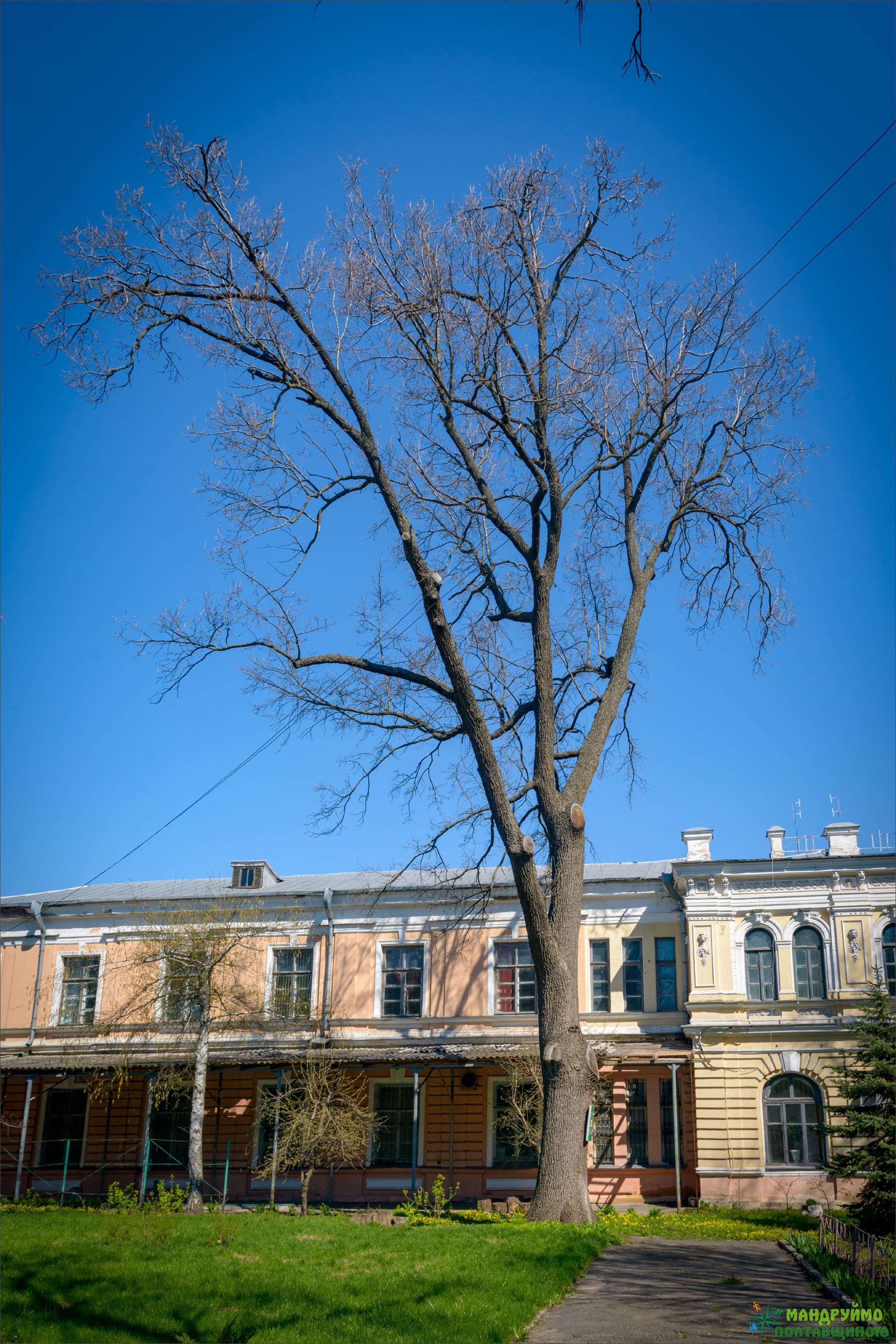
Дуб 1 навесні
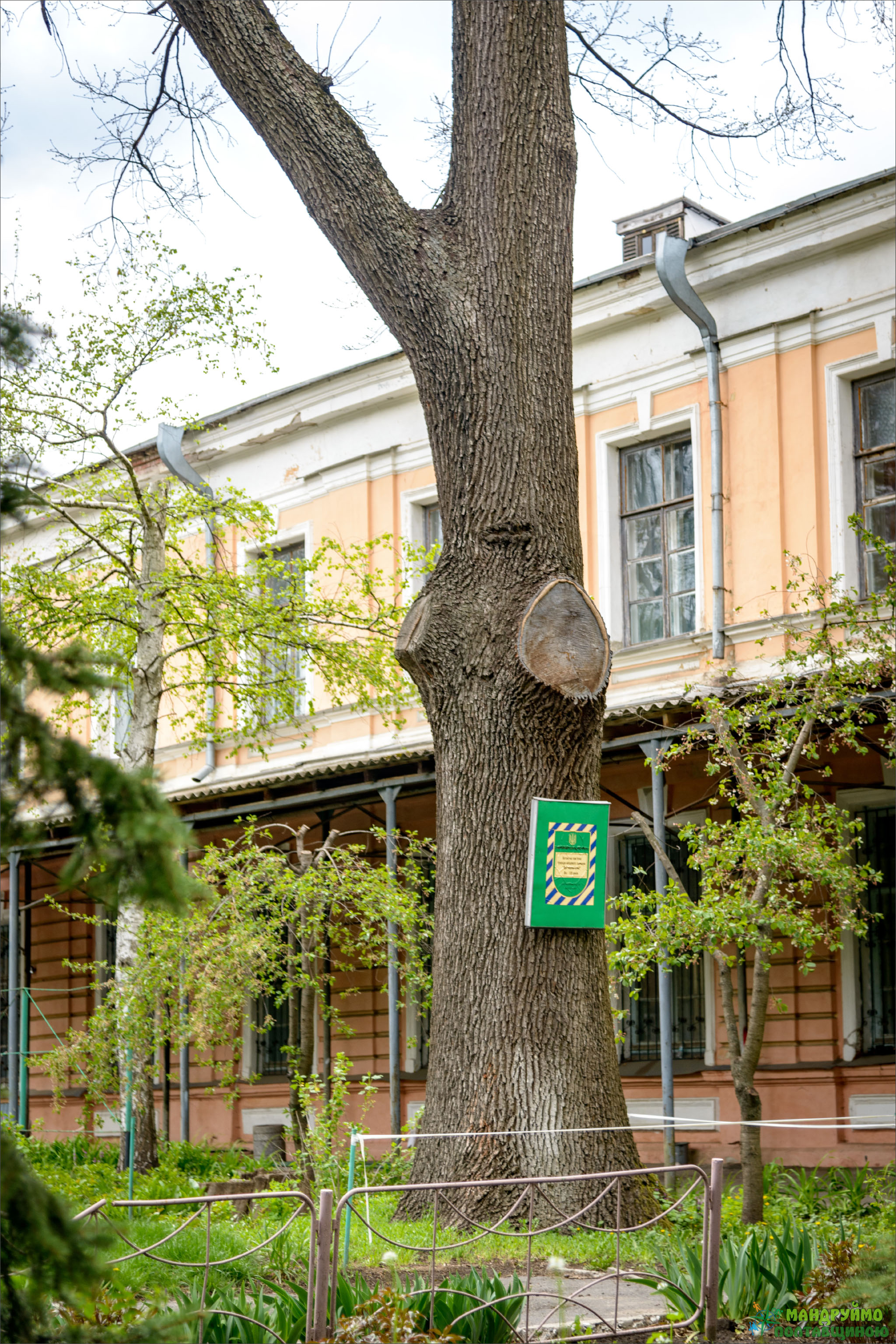
Дуб 1 з охоронним знаком
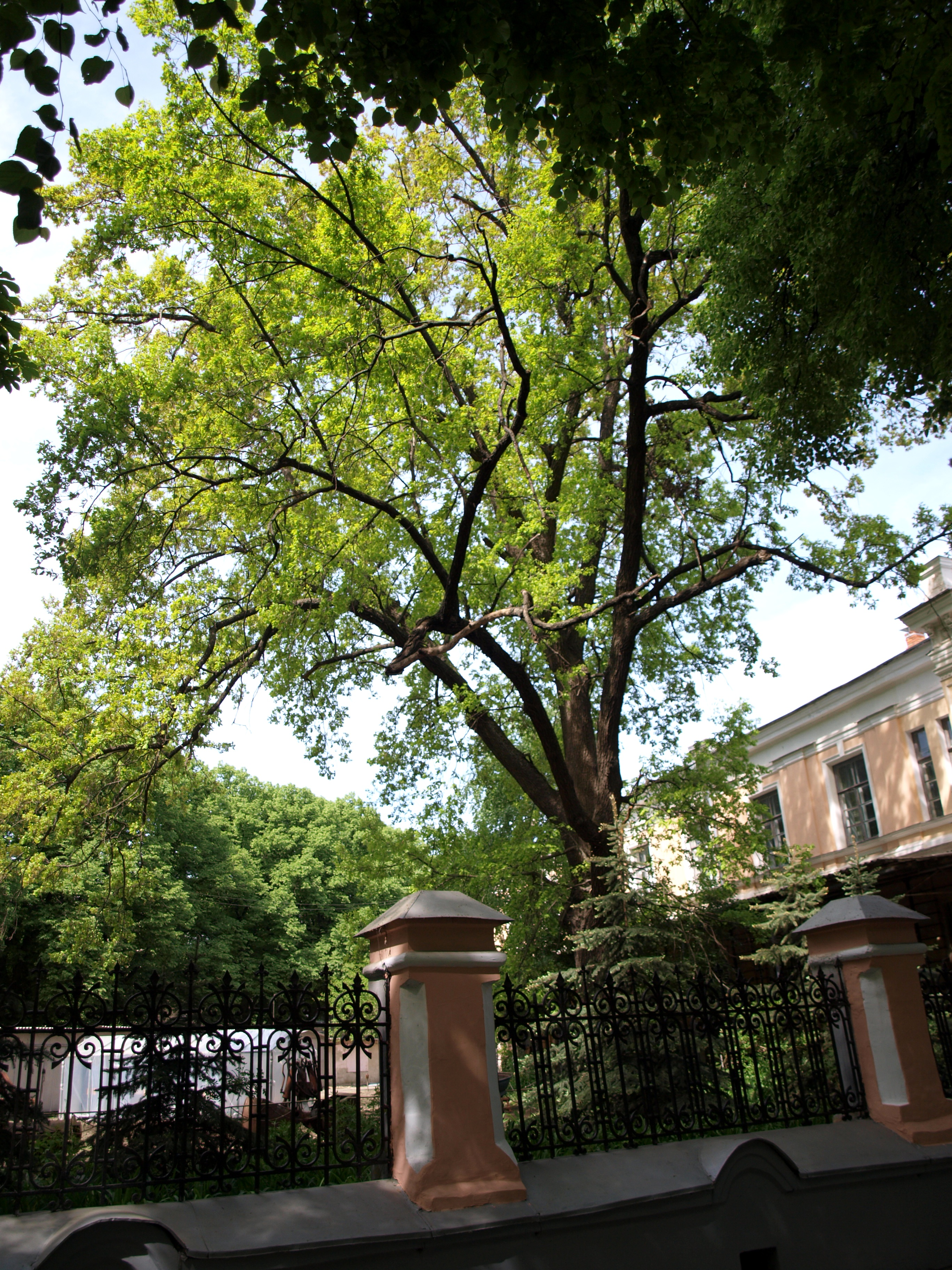
Дуб 1 влітку
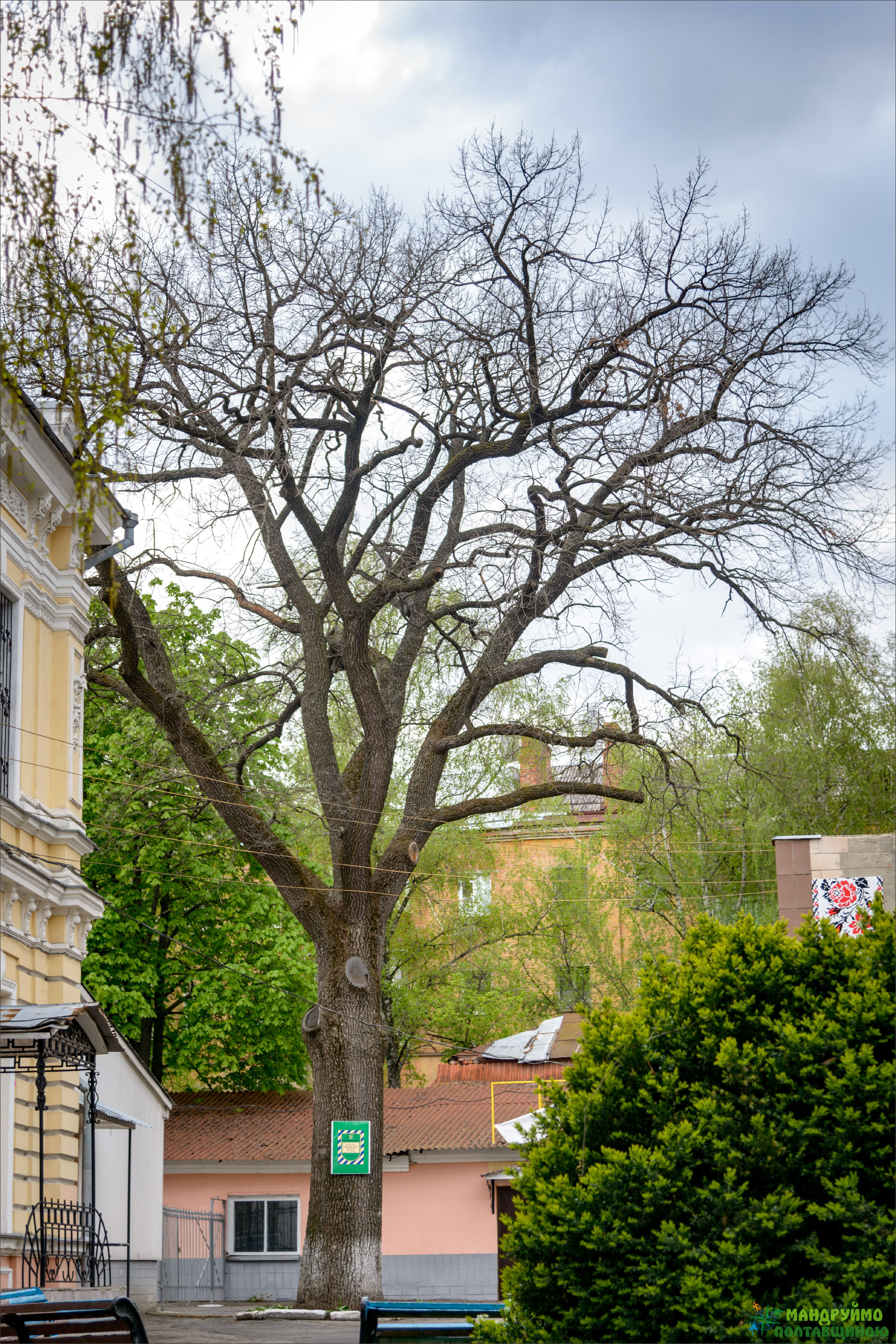
Дуб 2 навесні
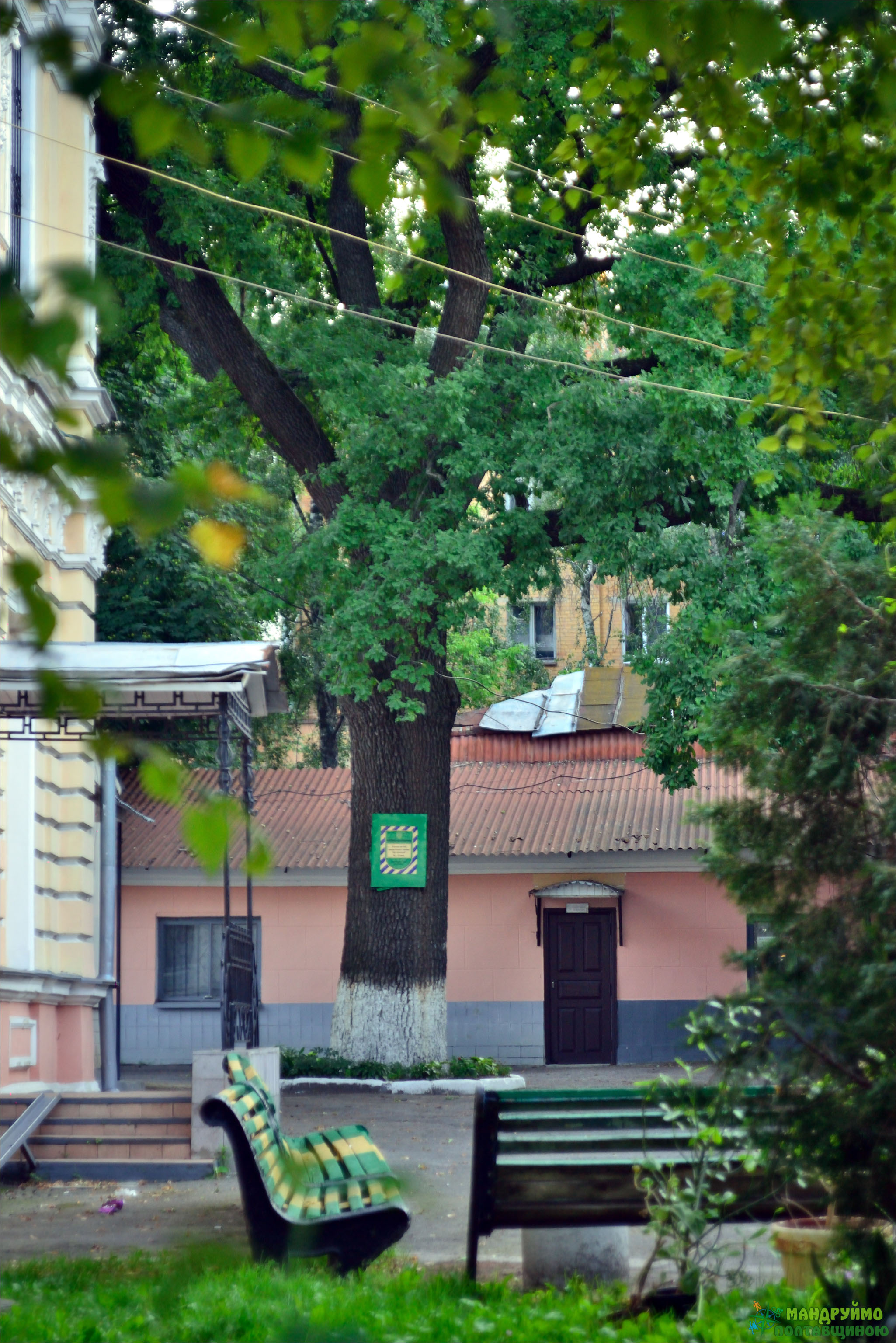
Дуб 2 з охоронним знаком
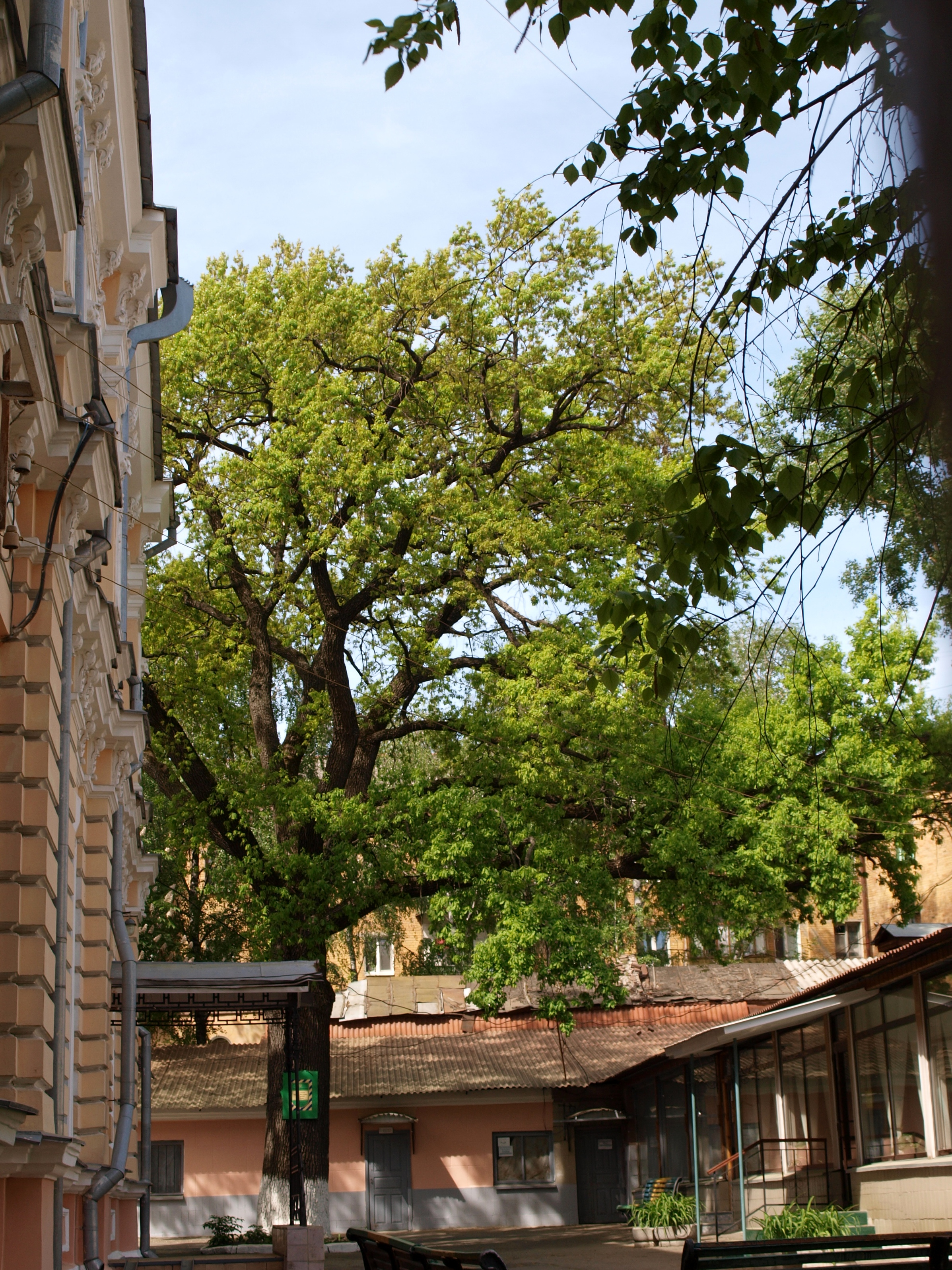
Дуб 2 влітку